# 酒井弘
酒井 弘（さかい ひろむ、1914年（大正3年）11月3日 - 1996年（平成8年）12月9日）は、昭和期の歌手。

## 経歴
兵庫県丹波篠山市出身。大阪音楽学校、武蔵野音楽学校中退後、1935年（昭和10年）に東京音楽学校に入学する。同校卒業後、テノール歌手として活躍。1937年（昭和12年）3月、ポリドールから「春の感傷」でレコードデビュー。その際は三村博という変名であった。その後、コロムビアレコードに移籍し、代表曲は「戦友の遺骨を抱いて」（この曲は各社競作）、「比島決戦の歌」、「あゝ紅の血は燃ゆる」、「僕は空へ君は海へ」など戦時歌謡中心である。戦後は東京芸術大学で助教授を務める。1982年（昭和57年）まで同校に勤務し、「発声の技巧とその活用法」などの著書のほか「日本歌曲の歌い方と日本語の発音」などの著書も発表した。1987年（昭和62年）に勲三等瑞宝章を受章。
1996年（平成8年）12月9日、急性心不全で死去。82歳没。